# Едалов, Владимир Фёдорович
Владимир Фёдорович Едалов (18 июня 1954, Пенза — 1 марта 2024, Пенза) — российский политик, представитель от исполнительного органа государственной власти Пензенской области в Совете Федерации ФС РФ (2013—2015), член Комитета Совета Федерации по конституционному законодательству, правовым и судебным вопросам, развитию гражданского общества.

## Биография
Владимир Едалов родился 18 июня 1954 года в городе Пензе. Трудовую деятельность начал в 1972 году в экспериментальном цехе пензенского завода «ВЭМ» слесарем-сборщиком. Высшее образование получил в 1978 году окончив Пензенский завод-ВТУЗ при заводе ВЭМ, филиал Пензенского политехнического института, по специальности инженер-механик.
С декабря 1977 по 1984 год трудился в обкоме ВЛКСМ на комсомольской работе.
С 1984 года на протяжении десяти лет вёл политическую работу в УВД Пензенской области.
В 1994 году назначен начальником управления ГИБДД УВД по Пензенской области, полковник милиции. В 2009 году освободил занимаемую должность.
Избирался депутатом Законодательного собрания Пензенской области пятого созыва от избирательного округа № 9, работал членом комитета по государственному строительству и вопросам местного самоуправления, председателем комиссии по контролю за достоверностью сведений о доходах, об имуществе и обязательствах имущественного характера.
С мая 2009 года по май 2012 года исполнял обязанности начальника ГБУ «Транспортное управление правительства Пензенской области», затем — до апреля 2013 года — ГБУ «Управление делами губернатора и правительства Пензенской области».
В апреле 2013 года делегирован в Совет Федерации. Полномочия прекращены досрочно в сентябре 2015 года. На протяжении двух лет работы в Совете Федерации был членом Комитета Совета Федерации по конституционному законодательству, правовым и судебным вопросам, развитию гражданского общества.
С 12 марта 2016 года — исполняющий обязанности главы администрации Сосновоборского района. Его кандидатура предложил губернатор Иван Белозерцев. 6 апреля 2016 года решением депутатов он стал главой администрации Сосновоборского района. 5 июня 2018 года районные депутаты вновь утвердили его в должности главы администрации.
Жена Ольга Николаевна. Воспитал дочь Наталью. Сын Георгий умер 5 июля 2013 года.
Скончался 1 марта 2024 года на 70-м году жизни. Похоронен на Новозападном кладбище Пензы.

## Награды
- Орден Почёта,
- Ведомственные награды МВД СССР и МВД РФ,
- Почётный знак губернатора Пензенской области «Во славу земли Пензенской»,
- Почётный гражданин города Пензы (2014)[9],
- Именной пистолет МВД России.